# Tête de l'Ortière
Tête de l'Ortière är en bergstopp i Schweiz. Den ligger i distriktet Aigle och kantonen Vaud, i den sydvästra delen av landet, 80 km söder om huvudstaden Bern. Toppen på Tête de l'Ortière är 2 419 meter över havet.